# Văn Hổ
Văn Hổ (tiếng Trung: 文虎; bính âm: Wen Hu; ? - 291), không rõ tên tự, là tướng lĩnh Tào Ngụy, Đông Ngô và Tây Tấn thời Tam Quốc trong lịch sử Trung Quốc.

## Cuộc đời
Văn Hổ quê ở huyện Tiêu, nước Bái, Dự Châu, là con trai thứ của Văn Khâm, em trai của Văn Thục.
Năm 254, Văn Khâm, khi đó là thứ sử Dương Châu, theo Đô đốc Quán Khâu Kiệm giữ Thọ Xuân chống lại quyền thần Tư Mã Sư. Năm 255, nổi dậy thất bại, Quán Khâu Kiệm thất bại, anh em Văn Thục, Văn Hổ theo cha là Văn Khâm hàng Ngô. Hai gia tộc Quán Khâu, Văn bị họ Tư Mã diệt tộc.
Năm 257, Gia Cát Đản giữ Thọ Xuân, nổi dậy chống lại Tư Mã Chiêu, gửi con tin sang cầu viện Đông Ngô. Quyền thần Tôn Lâm phái Đô hộ Văn Khâm cùng Toàn Dịch, Toàn Đoan, Đường Tư, Vương Tộ sang cứu viện. Văn Thục, Văn Hổ cùng theo cha xuất chinh. Quân Ngụy bao vây, đánh tan viện quân của Chu Dị, Đinh Phụng, rồi dùng kế ly gián. Lần lượt mưu sĩ của Đản là Tưởng Ban, Tiêu Di, tướng Ngô là Toàn Dịch, Toàn Đoan đều đầu hàng. Gia Cát Đản hoài nghi Văn Khâm, dụ vào phủ giết chết. Khi ấy Văn Thục, Văn Hổ đang cầm quân ở thành ngoài, muốn vì cha báo thù, nhưng không có người đi theo, đành phải trèo tường ra ngoài thành đầu hàng.
Tư Mã Chiêu thu nhận anh em Thục, phong cả hai làm tướng quân, tước Quan nội hầu. Chiêu lại cho hai người dẫn hơn trăm kỵ binh, tuần tiễu ngoài thành Thọ Xuân, đối quân lính trong thành hô: Con của Văn Khâm còn không bị giết, những người còn lại sợ gì! Trong thành sĩ khí tan rã. Không lâu sau, Đường Tư, Vương Tộ tự trói đầu hàng, Gia Cát Đản bị giết. Tư Mã Chiêu cho Văn Thục, Văn Hổ thu liễm thi hài, an táng Văn Khâm, đặc biệt cấp cho hai người xe bò.
Trong những năm Hàm Ninh (275-280), Văn Hổ theo anh trai Văn Thục ra trấn thủ Tây Lương, nhiều lần đánh tan cường đạo.
Năm 291, cháu ngoại của Gia Cát Đản là Đông An vương Tư Mã Do vu cáo Văn Thục cùng ngoại thích Dương Tuấn mưu phản. Nhà họ Văn bị tru di tam tộc, Văn Hổ cũng ở trong đó.

## Trong văn hóa
Trong tiểu thuyết Tam quốc diễn nghĩa, Văn Hổ xuất hiện từ hồi 111 đến hồi 112, theo cha là Văn Khâm đến cứu viện Gia Cát Đản. Khi Văn Khâm bị giết, hai anh em Văn Hổ bị vây, liềm chém giết mấy chục người rồi nhảy xuống nhảy xuống dưới thành, lội qua hào hàng Ngụy. Tư Mã Chiêu ban đầu muốn giết hai người nhưng nhờ Chung Hội khuyên can nên phong hai người làm thiên tướng quân, Quan nội hầu.
Hai anh em lạy tạ rồi cưỡi ngựa quanh thành hô rằng: Hai chúng ta đội ơn đại tướng quân tha tội, lại phong tước cho, chúng mày sao không hàng đi cho sớm? Người trong thành nghe được, bàn nhau rằng: Văn Ương là người có thù với Tư Mã Chiêu, nay cũng được trọng dụng, huống chi chúng ta? Nhiều quân sĩ vì thế đầu hàng, Gia Cát Đản thấy đại thế đã mất, muốn bỏ chạy thì bị Hồ Phấn giết.